# 백관옥
백관옥(? ~ ?)은 백의사의 단원이었다. 마찬가지로 백의사의 단원이었던 백근옥의 주장에 따르면 현준혁을 암살한 사람이 백관옥이라고 한다.

## 백관옥이 등장한 작품
- 《야인시대》(2002) (배우: 송민형)